# Ричардс, Саманта
Саманта Ричардс (англ. Samantha Richards; род. 24 февраля 1983 года, Мельбурн, штат Виктория, Австралия) — австралийская профессиональная баскетболистка, которая выступала в женской национальной баскетбольной лиге. Играла на позиции разыгрывающего защитника. Двукратная чемпионка ЖНБЛ (2004, 2005).
В составе национальной сборной Австралии она стала бронзовым призёром Олимпийских игр 2012 года в Лондоне, а также принимала участие в чемпионате мира 2010 года в Чехии.

## Ранние годы
Саманта Ричардс родилась 24 февраля 1983 года в городе Мельбурн (штат Виктория).